# No Cut News
A No Cut News (노컷뉴스) a dél-koreai Christian Broadcasting System által kiadott napilap. 2005 áprilisa óta egyezséggel rendelkeznek Munhva Ilbóval (Munhwa Ilbóval) a cikkek és a fotók megosztása érdekében. 2006 márciusa óta különkiadása is megjelenik Észak-Amerikában, a Christian Timesszal versenyben.